# Giro di Campania 1929
Il Giro di Campania 1929, settima edizione della corsa, si svolse dal 3 al 6 ottobre 1929 su un percorso di 692,3 km, suddiviso su 4 tappe. La vittoria fu appannaggio dell'italiano Leonida Frascarelli, che completò il percorso in 26h57'11", precedendo i connazionali Felice Gremo e Raffaele Di Paco.
Sul traguardo di Napoli 32 ciclisti, su 83 partiti dalla medesima località, portarono a termine la competizione. 

## Tappe
| Tappa  | Data      | Percorso             | km    | Vincitore di tappa  | Leader cl. generale |
| ------ | --------- | -------------------- | ----- | ------------------- | ------------------- |
| 1ª     | 3 ottobre | Napoli > Salerno     | 158   | Leonida Frascarelli | Leonida Frascarelli |
| 2ª     | 4 ottobre | Salerno > Avellino   | 163,3 | Leonida Frascarelli | Leonida Frascarelli |
| 3ª     | 5 ottobre | Avellino > Benevento | 142   | Raffaele Di Paco    | Leonida Frascarelli |
| 4ª     | 6 ottobre | Benevento > Napoli   | 229   | Learco Guerra       | Leonida Frascarelli |
| Totale | Totale    | Totale               | 692,3 |                     |                     |

## Dettagli delle tappe

### 1ª tappa
- 3 ottobre: Napoli > Salerno – 158 km

Risultati
| Pos. | Corridore           | Squadra | Tempo    |
| ---- | ------------------- | ------- | -------- |
| 1    | Leonida Frascarelli | Ideor   | 5h15'50" |
| 2    | Felice Gremo        | Ideor   | s.t.     |
| 3    | Raffaele Di Paco    | -       | a 23"    |

| Pos. | Corridore           | Squadra | Tempo |
| ---- | ------------------- | ------- | ----- |
| 1    | Leonida Frascarelli | Ideor   | ?     |

### 2ª tappa
- 4 ottobre: Salerno > Avellino – 163,3 km

Risultati
| Pos. | Corridore           | Squadra | Tempo    |
| ---- | ------------------- | ------- | -------- |
| 1    | Leonida Frascarelli | Ideor   | 5h15'50" |
| 2    | Felice Gremo        | Ideor   | s.t.     |
| 3    | Raffaele Di Paco    | -       | a 5'48"  |

| Pos. | Corridore           | Squadra | Tempo |
| ---- | ------------------- | ------- | ----- |
| 1    | Leonida Frascarelli | Ideor   | ?     |

### 3ª tappa
- 5 ottobre: Avellino > Benevento – 142 km

Risultati
| Pos. | Corridore           | Squadra | Tempo    |
| ---- | ------------------- | ------- | -------- |
| 1    | Raffaele Di Paco    | -       | 5h29'07" |
| 2    | Arturo Bresciani    | -       | s.t.     |
| 3    | Leonida Frascarelli | Ideor   | s.t.     |

| Pos. | Corridore           | Squadra | Tempo |
| ---- | ------------------- | ------- | ----- |
| 1    | Leonida Frascarelli | Ideor   | ?     |

### 4ª tappa
- 6 ottobre: Benevento > Napoli – 229 km

Risultati
| Pos. | Corridore           | Squadra | Tempo    |
| ---- | ------------------- | ------- | -------- |
| 1    | Learco Guerra       | Maino   | 9h15'00" |
| 2    | Leonida Frascarelli | Ideor   | a 5"     |
| 3    | Arturo Bresciani    | -       | s.t.     |

| Pos. | Corridore           | Squadra | Tempo     |
| ---- | ------------------- | ------- | --------- |
| 1    | Leonida Frascarelli | Ideor   | 26h57'11" |
| 2    | Felice Gremo        | Ideor   | s.t.      |
| 3    | Raffaele Di Paco    | -       | a 6'30"   |

## Classifiche finali

### Classifica generale
| Pos. | Corridore           | Squadra | Tempo     |
| ---- | ------------------- | ------- | --------- |
| 1    | Leonida Frascarelli | Ideor   | 26h57'11" |
| 2    | Felice Gremo        | Ideor   | s.t.      |
| 3    | Raffaele Di Paco    | -       | a 6'30"   |
| 4    | Learco Guerra       | Maino   | a 19'08"  |
| 5    | Arturo Bresciani    | -       | a 27'55"  |
| 6    | Eugenio Gestri      | -       | a 34'13"  |
| 7    | Antonio Cerioni     | -       | a 36'00"  |
| 8    | Nicola Mammina      | -       | a 40'13"  |
| 9    | Amerigo Cacioni     | -       | a 41'08"  |
| 10   | Alberto Temponi     | -       | a 41'53"  |